# Chuck (TV-serie)
Chuck är en amerikansk TV-serie från 2007. TV-serien är skapad av Josh Schwartz, som även skapade OC, och Chris Fedak. I rollerna ser vi bland annat Zachary Levi som huvudpersonen Chuck Bartowski och Yvonne Strahovski som den hemliga agenten Sarah Walker, även Adam Baldwin som major, senare överste, John Casey.
I Sverige sänds serien på TV3 och TV6. Säsong 3 av Chuck hade premiär i USA den 10 januari 2010 och i Sverige den 18 oktober 2010. Säsong 5, den sista säsongen av Chuck sändes i USA mellan den 21 oktober 2011 och 27 januari 2012.

## Huvudroller
| Karaktär                                       | Spelad av                 | Säsonger              | Säsonger              | Säsonger              | Säsonger  | Säsonger              |
| Karaktär                                       | Spelad av                 | 1                     | 2                     | 3                     | 4         | 5                     |
| ---------------------------------------------- | ------------------------- | --------------------- | --------------------- | --------------------- | --------- | --------------------- |
| Charles Irving "Chuck" Bartowski               | Zachary Levi              | Huvudroll             | Huvudroll             | Huvudroll             | Huvudroll | Huvudroll             |
| Sarah Lisa Bartowski (född Walker)             | Yvonne Strahovski         | Huvudroll             | Huvudroll             | Huvudroll             | Huvudroll | Huvudroll             |
| John Casey                                     | Adam Baldwin              | Huvudroll             | Huvudroll             | Huvudroll             | Huvudroll | Huvudroll             |
| Morgan Grimes                                  | Joshua Gomez              | Huvudroll             | Huvudroll             | Huvudroll             | Huvudroll | Huvudroll             |
| Dr. Eleanor "Ellie" Faye Woodcomb              | Sarah Lancaster           | Huvudroll             | Huvudroll             | Huvudroll             | Huvudroll | Huvudroll             |
| Dr. Devon "Captain Awesome" Christian Woodcomb | Ryan McPartlin            | Återkommande karaktär | Huvudroll             | Huvudroll             | Huvudroll | Huvudroll             |
| Michael "Big Mike" Tucker                      | Mark Christopher Lawrence | Återkommande karaktär | Huvudroll             | Huvudroll             | Huvudroll | Huvudroll             |
| Lester Patel                                   | Vik Sahay                 | Återkommande karaktär | Huvudroll             | Huvudroll             | Huvudroll | Huvudroll             |
| Jeffrey "Jeff" Barnes                          | Scott Krinsky             | Återkommande karaktär | Huvudroll             | Huvudroll             | Huvudroll | Huvudroll             |
| Brigadgeneral Diane Beckman                    | Bonita Friedericy         | Återkommande karaktär | Återkommande karaktär | Återkommande karaktär | Huvudroll | Återkommande karaktär |
| Anna Wu                                        | Julia Ling                | Återkommande karaktär | Huvudroll             | Gästroll              |           |                       |

## Återkommande gästskådespelare
- Mini Andén - Carina Miller
- Armand Assante - Premier Allejandro Goya
- Mekenna Melvin - Alex McHugh
- Kristin Kreuk - Hannah
- Linda Hamilton - Mary Elizabeth Bartowski
- Brandon Routh - Daniel Shaw
- Scott Bakula - Stephen Bartowski
- Tony Hale - Emmett Milbarge
- Timothy Dalton - Alexei Volkoff
- Lauren Cohan - Vivian Winterbottom (född Vivian Volkoff)
- Richard Burgi - Clyde Decker
- Mercedes Masohn - Zondra Rizzo
- Matt Bomer - Bryce Larkin

## Avsnitt

### Säsong 1
| Nr | Avsnitt                               | Sändningsdatum    | Regisserad av         |
| -- | ------------------------------------- | ----------------- | --------------------- |
| 1  | Chuck Versus Luka (Pilot)             | 24 september 2007 | Joseph McGinty Nichol |
| 2  | Chuck Versus the Helicopter           | 1 oktober 2007    | Robert Duncan McNeill |
| 3  | Chuck Versus the Tango                | 8 oktober 2007    | Jason Ensler          |
| 4  | Chuck Versus the Wookiee              | 15 oktober 2007   | Allan Kroeker         |
| 5  | Chuck Versus the Sizzling Shrimp      | 22 oktober 2007   | David Solomon         |
| 6  | Chuck Versus the Sandworm             | 29 oktober 2007   | Robert Duncan McNeill |
| 7  | Chuck Versus the Alma Mater           | 5 november 2007   | Patrick Norris        |
| 8  | Chuck Versus the Truth                | 12 november 2007  | Robert Duncan McNeil  |
| 9  | Chuck Versus the Imported Hard Salami | 19 november 2007  | Jason Ensler          |
| 10 | Chuck Versus the Nemesis              | 26 november 2007  | Allison Liddi-Brown   |
| 11 | Chuck Versus the Crown Vic            | 3 december 2007   | Chris Fisher          |
| 12 | Chuck Versus the Undercover Lover     | 24 januari 2008   | Fred Toye             |
| 13 | Chuck Versus the Marlin               | 24 januari 2008   | Allan Kroeker         |

### Säsong 2
| Nr | Avsnitt                          | Sändningsdatum    | Regisserad av         |
| -- | -------------------------------- | ----------------- | --------------------- |
| 1  | Chuck Versus the First Date      | 29 september 2008 | Jason Ensler          |
| 2  | Chuck Versus the Seduction       | 6 oktober 2008    | Allan Kroeker         |
| 3  | Chuck Versus the Break-Up        | 13 oktober 2008   | Robert Duncan McNeill |
| 4  | Chuck Versus the Cougars         | 20 oktober 2008   | Patrick Norris        |
| 5  | Chuck Versus Tom Sawyer          | 27 oktober 2008   | Norman Buckley        |
| 6  | Chuck Versus the Ex              | 10 november 2008  | Jay Chandrasekhar     |
| 7  | Chuck Versus the Fat Lady        | 17 november 2008  | Jeffrey G. Hunt       |
| 8  | Chuck Versus the Gravitron       | 24 november 2008  | Allison Liddi-Brown   |
| 9  | Chuck Versus the Sensei          | 1 december 2008   | Jonas Pate            |
| 10 | Chuck Versus the Delorean        | 8 december 2008   | Ken Whittingham       |
| 11 | Chuck Versus Santa Claus         | 15 december 2008  | Robert Duncan McNeill |
| 12 | Chuck Versus the Third Dimension | 2 februari 2009   | Robert Duncan McNeill |
| 13 | Chuck Versus the Suburbs         | 16 februari 2009  | Jay Chandrasekhar     |
| 14 | Chuck Versus the Best Friend     | 23 februari 2009  | Peter Lauer           |
| 15 | Chuck Versus the Beefcake        | 2 mars 2009       | Patrick Norris        |
| 16 | Chuck Versus the Lethal Weapon   | 9 mars 2009       | Allan Kroeker         |
| 17 | Chuck Versus the Predator        | 23 mars 2009      | Jeremiah Chechik      |
| 18 | Chuck Versus the Broken Heart    | 30 mars 2009      | Kevin Bray            |
| 19 | Chuck Versus the Dream Job       | 6 april 2009      | Robert Duncan McNeill |
| 20 | Chuck Versus the First Kill      | 13 april 2009     | Norman Buckley        |
| 21 | Chuck Versus the Colonel         | 20 april 2009     | Peter Lauer           |
| 22 | Chuck Versus the Ring            | 27 april 2009     | Robert Duncan McNeill |

### Säsong 3
| Nr | Avsnitt                         | Sändningsdatum  | Regisserad av            |
| -- | ------------------------------- | --------------- | ------------------------ |
| 1  | Chuck Versus the Pink Slip      | 10 januari 2010 | Robert Duncan McNeill    |
| 2  | Chuck vs the Three Words        | 10 januari 2010 | Peter Lauer              |
| 3  | Chuck vs the Angel de la Muerte | 11 januari 2010 | Jeremiah Chechik         |
| 4  | Chuck vs Operation Awesome      | 17 januari 2010 | Robert Duncan McNeill    |
| 5  | Chuck vs First Class            | 24 januari 2010 | Fred Toye                |
| 6  | Chuck vs Nacho Sampler          | 31 januari 2010 | Allan Kroeker            |
| 7  | Chuck vs the Mask               | 8 februari 2010 | Michael Schultz          |
| 8  | Chuck vs the Fake Name          | 1 mars 2010     | Jeremiah Chechik         |
| 9  | Chuck vs the Beard              | 8 mars 2010     | Zachary Levi             |
| 10 | Chuck vs the Tic Tac            | 15 mars 2010    | Patrick Norris           |
| 11 | Chuck vs the Final Exam         | 22 mars 2010    | Robert Duncan McNeill    |
| 12 | Chuck vs the American Hero      | 29 mars 2010    | Jeremiah Chechik         |
| 13 | Chuck vs the Other Guy          | 5 april 2010    | Peter Lauer              |
| 14 | Chuck vs the Honeymooners       | 26 april 2010   | Robert Duncan McNeill    |
| 15 | Chuck Vs the Role Models        | 3 maj 2010      | Fred Toye                |
| 16 | Chuck Vs the Tooth              | 9 maj 2010      | Daisy von Scherler Mayer |
| 17 | Chuck Vs the Living Dead        | 17 maj 2010     | Jay Chandrasekhar        |
| 18 | Chuck Vs the Subway             | 24 maj 2010     | Matt Shakman             |
| 19 | Chuck Vs the Ring: Part 2       | 24 maj 2010     | Robert Duncan McNeill    |

### Säsong 4
| Nr | Avsnitt                               | Sändningsdatum    | Regisserad av         |
| -- | ------------------------------------- | ----------------- | --------------------- |
| 1  | Chuck Versus the Anniversary          | 20 september 2010 | Robert Duncan McNeill |
| 2  | Chuck Versus the Suitcase             | 27 september 2010 | Gail Mancuso          |
| 3  | Chuck Versus the Cubic Z              | 4 oktober 2010    | Thomas Malmgren       |
| 4  | Chuck Versus the Coup d'Etat          | 11 oktober 2010   | Robert Duncan McNeill |
| 5  | Chuck Versus the Couch Lock           | 18 oktober 2010   | Hampus Hjortsberg     |
| 6  | Chuck Versus the Aisle of Terror      | 25 oktober 2010   | John Scott            |
| 7  | Chuck Versus the First Fight          | 1 november 2010   | Allan Kroeker         |
| 8  | Chuck Versus the Fear of Death        | 15 november 2010  | Robert Duncan McNeill |
| 9  | Chuck Versus Phase Three              | 22 november 2010  | Anton Cropper         |
| 10 | Chuck Versus the Leftovers            | 29 november 2010  | Zachary Levi          |
| 11 | Chuck Versus The Balcony              | 17 januari 2011   | Jay Chandrasekhar     |
| 12 | Chuck Versus The Gobbler              | 24 januari 2011   | Milan Cheylov         |
| 13 | Chuck Versus The Push Mix             | 31 januari 2011   | Peter Lauer           |
| 14 | Chuck Versus The Seduction Impossible | 7 februari 2011   | Patrick Norris        |
| 15 | Chuck Versus the Cat Squad            | 14 februari 2011  | Paul Marks            |
| 16 | Chuck vs. Masquerade                  | 21 februari 2011  | Patrick Norris        |
| 17 | Chuck vs. The First Bank of Evil      | 28 februari 2011  | Fred Toye             |
| 18 | Chuck vs. The A-TEAM                  | 14 mars 2011      | Kevin Mock            |
| 19 | Chuck vs. The Muuurder                | 21 mars 2011      | Allan Kroeker         |
| 20 | Chuck Versus the Family Volkoff       | 11 april 2011     | Robert Duncan McNeill |
| 21 | Chuck Versus the Wedding Planner      | 25 april 2011     | Anton Cropper         |
| 22 | Chuck Versus Agent X                  | 2 maj 2011        | Robert Duncan McNeill |
| 23 | Chuck Versus the Last Details         | 9 maj 2011        | Peter Lauer           |
| 24 | Chuck Versus the Cliffhanger          | 16 maj 2011       | Robert Duncan McNeill |

### Säsong 5
| Nr | Avsnitt                         | Sändes           | Regisserad av         |
| -- | ------------------------------- | ---------------- | --------------------- |
| 1  | Chuck Versus The Zoom           | 28 oktober 2011  | Robert Duncan McNeill |
| 2  | Chuck Versus the Bearded Bandit | 4 november 2011  | Patrick Norris        |
| 3  | Chuck Versus the Frosted Tips   | 11 november 2011 | Paul Marks            |
| 4  | Chuck Versus the Business Trip  | 18 november 2011 | Allan Kroeker         |
| 5  | Chuck Versus the Hack Off       | 9 december 2011  | Zachary Levi          |
| 6  | Chuck Versus the Curse          | 16 december 2011 | Michael Schultz       |
| 7  | Chuck Versus the Santa Suit     | 23 december 2011 | Peter Lauer           |
| 8  | Chuck Versus the Baby           | 30 december 2011 | Matt Barber           |
| 9  | Chuck Versus the Kept Man       | 6 januari 2012   | Fred Toye             |
| 10 | Chuck Versus Bo                 | 13 januari 2012  | Jeremiah Chechik      |
| 11 | Chuck Versus The Bullet Train   | 20 januari 2012  | Buzz Feitshans IV     |
| 12 | Chuck Versus Sarah              | 27 januari 2012  | Jay Chandrasekhar     |
| 13 | Chuck Versus the Goodbye        | 27 januari 2012  | Robert Duncan McNeill |